# Loch Morie
Loch Morie, auch Mary’s Loch, ist ein Süßwassersee in der schottischen Council Area Highland beziehungsweise der traditionellen Grafschaft Ross-shire.
Die Bezeichnung Morie leitet sich von einer mittelalterlichen Marienkapelle an seinem Kopf ab.

## Geographie
Der See liegt in einer weitgehend unbesiedelten Region rund 13 Kilometer nordwestlich von Alness. Der 738 Meter hohe Meall Mor trennt Loch Morie von dem drei Kilometer südlich liegenden Loch Glass, das eine vergleichbare Größe aufweist. Nahe seinem Südostufer wurde 1997 die erste Stufe der Novar Wind Farm eröffnet.

## Beschreibung
Der langgezogene, schmale See liegt auf einer Höhe von 193 Metern über dem Meeresspiegel. Loch Morie besitzt eine Länge von 3,6 Kilometern bei einer maximalen Breite von etwa 940 Metern, woraus ein Uferumfang von neun Kilometern sowie eine Fläche von 236 Hektar resultieren. Trotz seiner geringen Ausmaße weist der See eine beachtliche Tiefe von 82,3 Metern bei einer mittleren Tiefe von 38,2 Metern auf.
Als Hauptzufluss speist der 15 Kilometer lange Abhainn na Glasa das Volumen von 90.227.660 Kilolitern. Das Einzugsgebiet von Loch Morie beträgt 9297 Hektar. Dort dominieren Moor- und Heidelandschaften. Er entwässert über den Fluss Alness, der bei Alness in den Cromarty Firth mündet.
Im späten 19. Jahrhundert wurden die reichen Forellenbestände Loch Mories beschrieben. Ebenso, dass der See niemals vollständig überfröre.